# Maradihalli, Channarayapatna
Maradihalli là một làng thuộc tehsil Channarayapatna, huyện Hassan, bang Karnataka, Ấn Độ.